# Allium lacunosum
Allium lacunosum är en amaryllisväxtart som beskrevs av Sereno Watson. Allium lacunosum ingår i släktet lökar, och familjen amaryllisväxter.

## Underarter
Arten delas in i följande underarter:
- A. l. davisiae
- A. l. kernensis
- A. l. lacunosum
- A. l. micranthum

## Bildgalleri

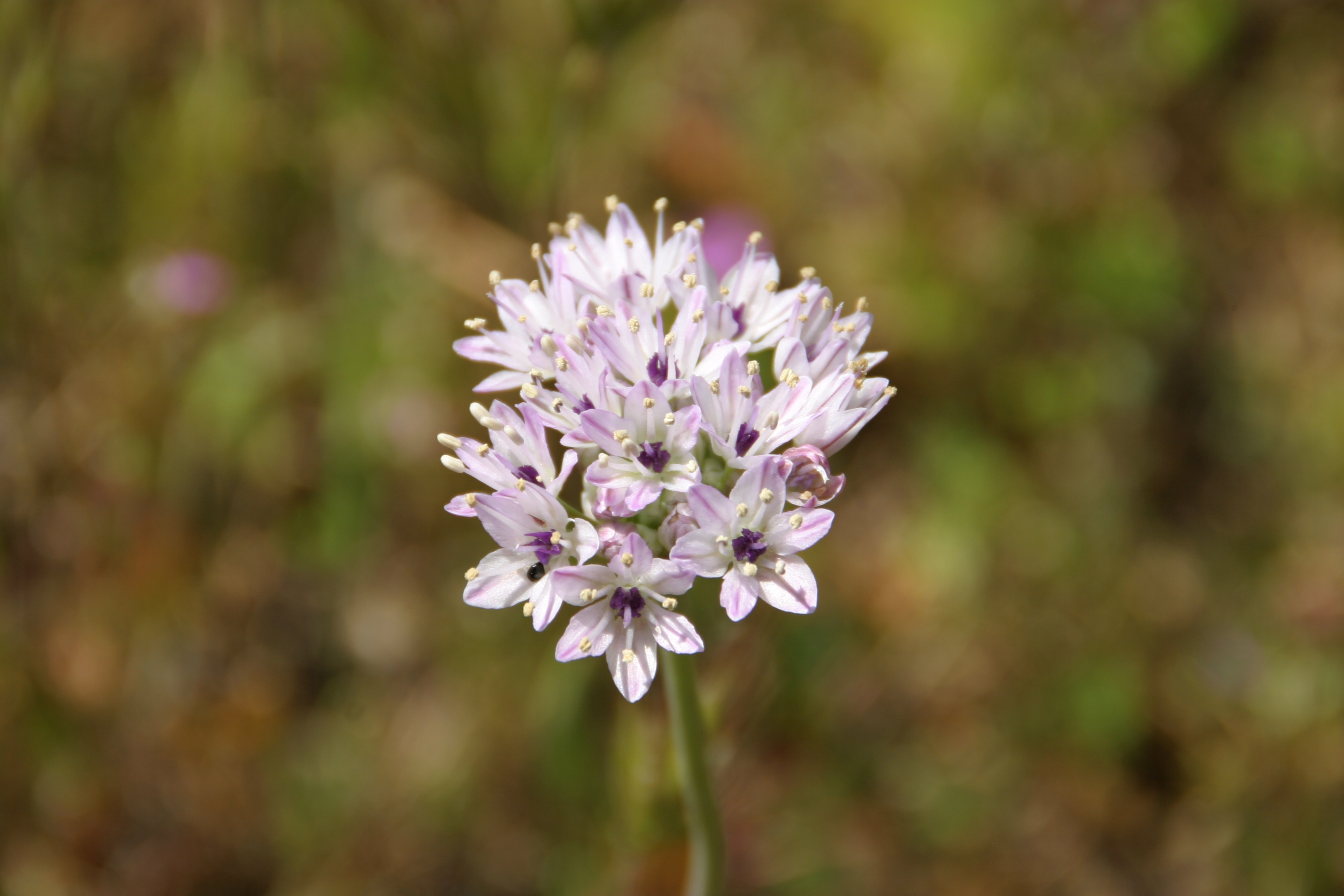
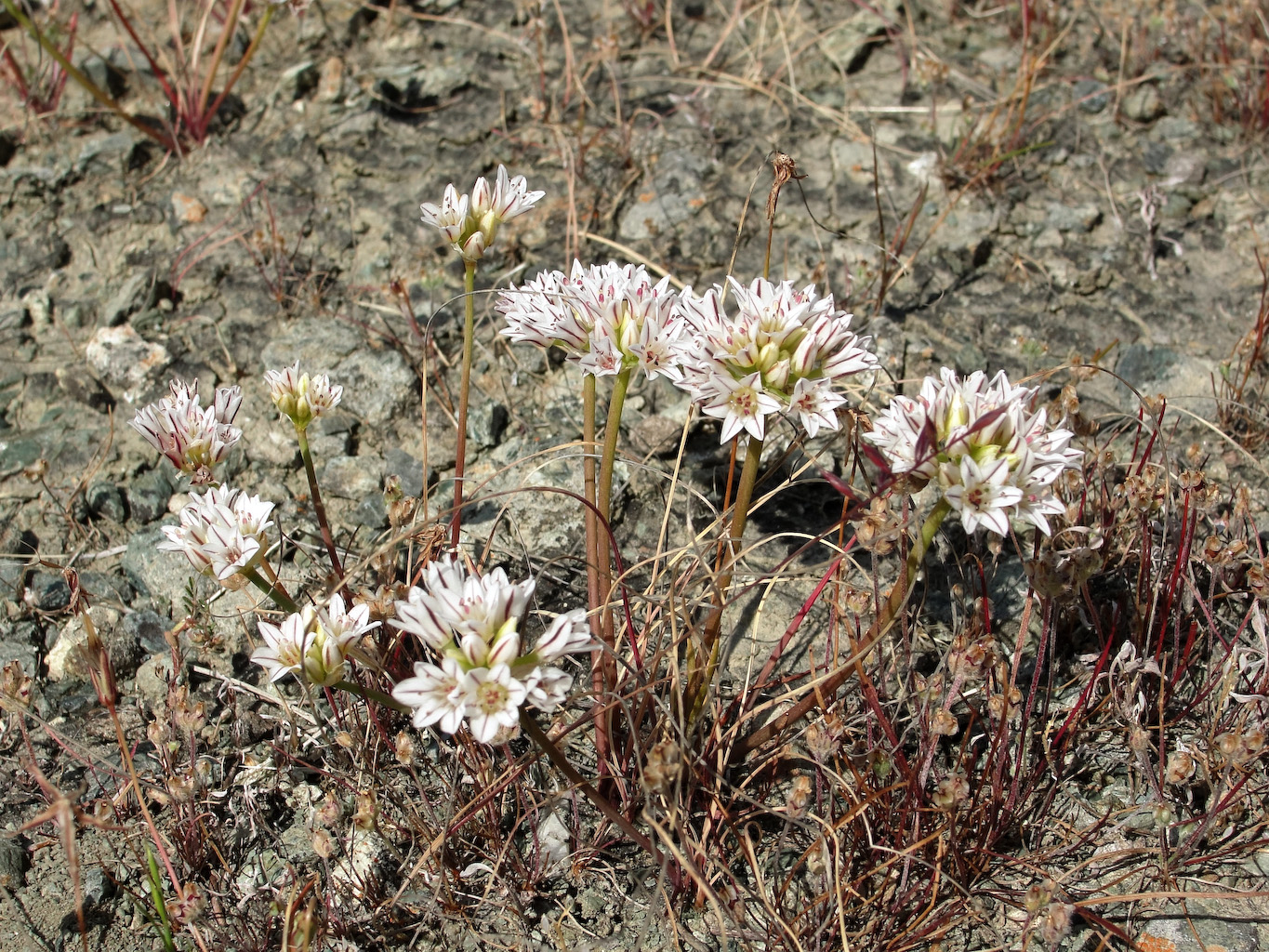